# Gesetz zur Verbesserung der Rechtsstellung des Tieres im bürgerlichen Recht
Das Gesetz zur Verbesserung der Rechtsstellung des Tieres im bürgerlichen Recht (TierVerbG) ist ein deutsches Bundesgesetz aus dem Jahr 1990 zur Verbesserung des Tierschutzes im Bereich des Privatrechts. In Form eines Artikelgesetzes wurden Änderungen am Bürgerlichen Gesetzbuch, an der Zivilprozessordnung sowie am Tierschutzgesetz vorgenommen.

## Hintergrund
Durch eine Novelle des Tierschutzgesetzes im Jahr 1986 wurde ausdrücklich die „Verantwortung des Menschen für das Tier als Mitgeschöpf“ (§ 1 TierSchG) anerkannt. Nach Ansicht der Bundesregierung wurden die privatrechtlichen Vorschriften dieser Verpflichtung jedoch nicht gerecht, da Tiere dort formal weiterhin als leblose Gegenstände galten. Durch das Gesetz sollte der Grundgedanke, dass Tiere Mitgeschöpfe des Menschen sind, nun auch im bürgerlichen Recht verankert und vor allem die Gleichstellung von Tieren mit Sachen beseitigt werden.

## Gesetzgebungsverfahren
Der Gesetzentwurf der Bundesregierung vom 11. August 1989 wurde zunächst dem Bundesrat zur Stellungnahme zugeleitet. Diese wurde vom Rechtsausschuss ausgearbeitet und am 22. September 1989 vom Bundesrat beschlossen. Daraufhin leitete die Bundesregierung den Entwurf an den Bundestag weiter, wo er am 8. Februar 1990 an den Rechtsausschuss (federführend), den Ausschuss für Ernährung, Landwirtschaft und Forsten sowie den Ausschuss für Umwelt, Naturschutz und Reaktorsicherheit überwiesen wurde.
Die Beschlussempfehlung wurde von den Berichterstattern Eckhart Pick und Anton Stark am 12. Juni 1990 veröffentlicht und am 20. Juni 1990 vom Bundestag in zweiter und dritter Lesung mit den Stimmen von CDU, CSU, FDP und SPD bei Stimmenthaltung der Grünen angenommen. Der Bundesrat verzichtete am 6. Juli 1990 auf die Einberufung des Vermittlungsausschusses, woraufhin das Gesetz ausgefertigt und am 25. August 1990 verkündet wurde. Es trat am 1. September 1990 in Kraft.

## Änderungen

### Bürgerliches Gesetzbuch
Neu eingefügt wurde § 90a BGB, der besagt, dass Tiere keine Sachen sind und durch besondere Gesetze geschützt werden. Allerdings sind auf Tiere weiterhin dieselben Vorschriften anzuwenden, die auch für Sachen gelten, soweit im Gesetz nicht etwas anderes bestimmt ist. Der Tierbegriff ist nicht auf höhere Tierarten begrenzt, stattdessen ist vom biologischen Tierbegriff auszugehen, unter den zum Beispiel auch Schädlinge fallen; keine Tiere im Sinne der Norm sind hingegen Eier, Embryos oder Kadaver.
Durch den in § 251 Abs. 2 BGB angefügten Satz 2 wurde der Schadensersatzanspruch von Eigentümern verletzter Tiere erweitert. Nun können von einem Schädiger grundsätzlich auch dann die Heilbehandlungskosten verlangt werden, wenn diese den Wert des Tieres übersteigen.
§ 903 BGB, der die Befugnisse des Eigentümers einer Sache regelt, weist in dem angefügten Satz 2 darauf hin, dass die besonderen Vorschriften zum Schutz der Tiere zu beachten sind.

### Zivilprozessordnung
Durch den angefügten Satz 3 in § 765a Abs. 1 ZPO wurde der Vollstreckungsschutz für Tierhalter gestärkt. Danach hat das Gericht Rücksicht auf die Verantwortung des Menschen für das Tier zu nehmen.
Aus der ZPO gestrichen wurde § 811 Nr. 14, der besagte, dass Haustiere lediglich bis zu einem Wert von 500 DM unpfändbar sind. Stattdessen wurde in § 811c ZPO die generelle Unpfändbarkeit von Haustieren festgelegt. Eine Pfändung ist nur noch dann möglich, „wenn die Unpfändbarkeit für den Gläubiger eine Härte bedeuten würde, die auch unter Würdigung der Belange des Tierschutzes und der berechtigten Interessen des Schuldners nicht zu rechtfertigen ist“ (§ 811c Abs. 2 ZPO).

### Tierschutzgesetz
Auf Empfehlung des Bundesrates wurde außerdem das Tierschutzgesetz um § 20a ergänzt. Neben der damals bereits bestehenden Möglichkeit, ein Tierhalteverbot auszusprechen (§ 20 TierSchG), wurde es dadurch ermöglicht, einem mutmaßlichen Straftäter auch vorläufig die Tierhaltung zu untersagen.

## Kritik
Den Grünen ging das Gesetz nicht weit genug. In der zweiten Lesung bezeichnete Charlotte Garbe den Entwurf als „eine beschämende Karikatur dessen, was die Tierfreunde in der Bundesrepublik Deutschland seit Jahren gefordert haben“ und sprach von einer „kosmetischen Anpassung des BGB“.
Auf teilweise harsche Kritik stießen einige der Änderungen in der Rechtswissenschaft. So beschrieb Helmut Heinrichs den § 90a BGB als eine „gefühlige Deklamation ohne wirklichen rechtlichen Inhalt“. Othmar Jauernig hob insbesondere die Inhaltslosigkeit von § 90a Satz 2 BGB hervor und wies darauf hin, dass dessen Banalität von § 903 Satz 2 BGB sogar noch übertroffen werde. Karsten Schmidt befasste sich anlässlich des Gesetzentwurfes karikierend mit der Frage, ob Hunde Plastiktüten seien.